# Ambrief
Ambrief ist eine französische Gemeinde mit 81 Einwohnern (Stand: 1. Januar 2022) im Département Aisne in der Region Hauts-de-France (vor 2016 Picardie). Sie gehört zum Arrondissement Soissons und zum Kanton Villers-Cotterêts.

## Lage
Die Gemeinde Ambrief liegt am Ende eines Seitentals der Crise, sieben Kilometer südöstlich von Soissons. Sie grenzt im Norden und Nordosten an Acy, im Südosten und Süden an Chacrise und im Westen an Rozières-sur-Crise.

## Bevölkerungsentwicklung
| Jahr                       | 1962 | 1968 | 1975 | 1982 | 1990 | 1999 | 2006 | 2014 | 2021 |
| -------------------------- | ---- | ---- | ---- | ---- | ---- | ---- | ---- | ---- | ---- |
| Einwohner                  | 133  | 119  | 108  | 87   | 91   | 84   | 65   | 71   | 78   |
| Quellen: Cassini und INSEE |      |      |      |      |      |      |      |      |      |

## Sehenswürdigkeiten

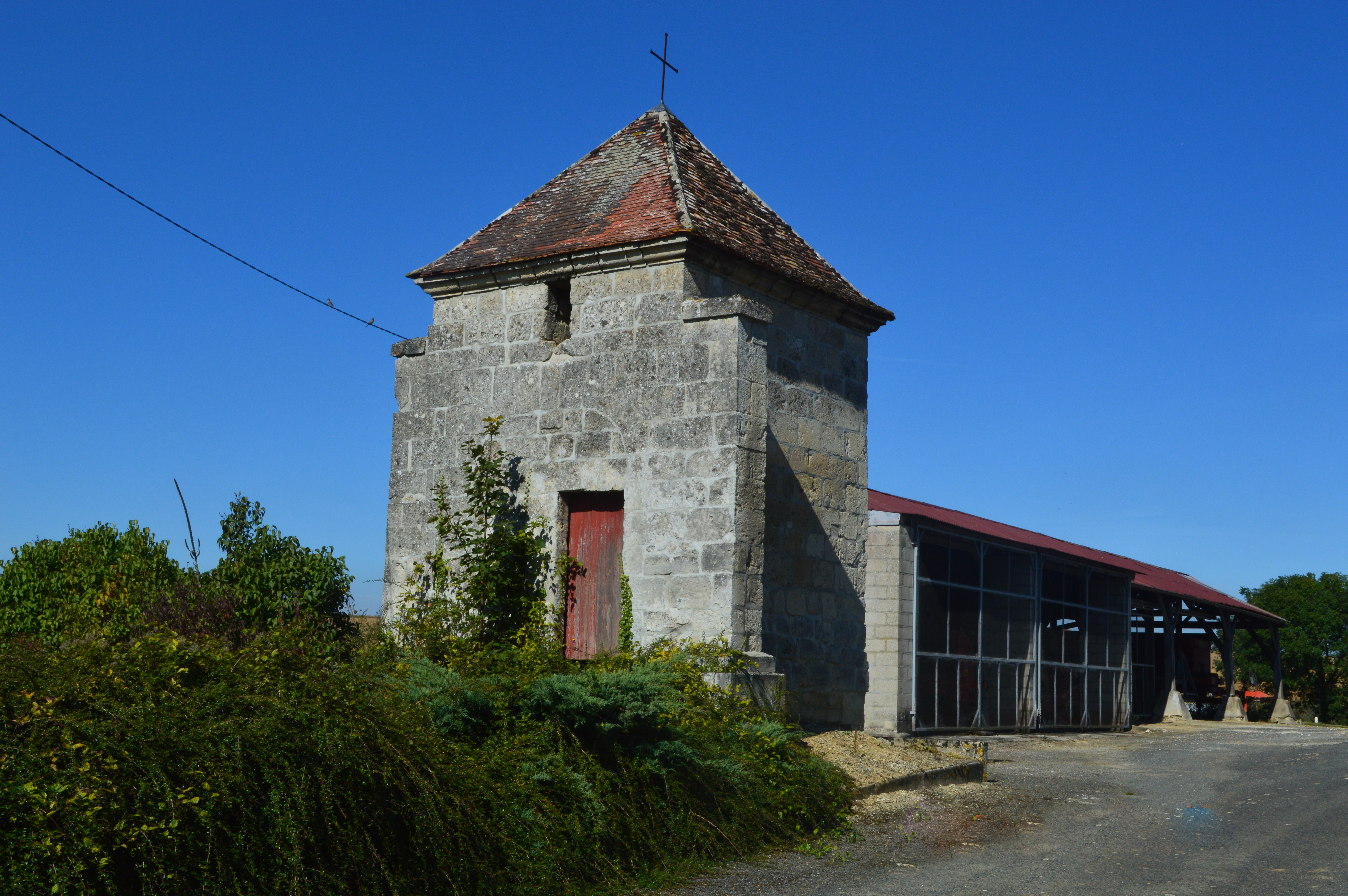
Ruinen der Kirche Saint-Étienne

- Ruinen der Kirche Saint-Étienne